# Sargus ferrugineum
Sargus ferrugineum är en tvåvingeart som beskrevs av Günther Enderlein 1914. Sargus ferrugineum ingår i släktet Sargus och familjen vapenflugor. Inga underarter finns listade i Catalogue of Life.